# Anisodes expunctor
Anisodes expunctor là một loài bướm đêm trong họ Geometridae.